# Scleropauropus simplex
Scleropauropus simplex är en mångfotingart som beskrevs av Paul Auguste Remy 1954. Scleropauropus simplex ingår i släktet hårdfåfotingar, och familjen fåfotingar. Inga underarter finns listade i Catalogue of Life.